# مالین اهلبرگ
مالین اهلبرگ (انگلیسی: Malin Ahlberg؛ زادهٔ ۳ اوت ۱۹۹۱) بازیکن فوتبال اهل سوئد است.